# Industrial Light & Magic
Industrial Light & Magic (ILM) is een filmbedrijf dat zich heeft gespecialiseerd in special effects en computeranimatie. Het bedrijf werd in mei 1975 opgericht door George Lucas, en is onderdeel van zijn eigen filmmaatschappij Lucasfilm. Lucas richtte het bedrijf in 1975 op toen hij erachter kwam dat er voor zijn geplande film Star Wars amper special effects gerealiseerd konden worden door distributeur 20th Century Fox. Lucas wilde baanbrekende speciale effecten in zijn Star Wars film. Hij kwam in contact met speciale-effectenmeester Douglas Trumbull (bekend van 2001: A Space Odyssey), maar die weigerde. Trumbull bracht Lucas wel in contact met zijn assistent John Dykstra. Lucas en Dykstra brachten vervolgens een team bij elkaar, waarmee zij de effecten van Star Wars produceerden.
De studio was oorspronkelijk gevestigd in Van Nuys in Californië, en verhuisde later naar San Rafael. Tegenwoordig is het bedrijf gehuisvest in San Francisco.
Sinds de oprichting heeft het bedrijf de effecten van meer dan 200 films verzorgd, waaronder die van Star Wars, Indiana Jones, Harry Potter, Jurassic Park, Back to the Future, een aantal Star Trekfilms en Ghostbusters. Daarnaast verzorgde het bedrijf ook de effecten van serieuzere films als Schindler's List, Snow Falling on Cedars, Magnolia en een aantal films van Woody Allen. ILM werkt vaak samen met Steven Spielberg.
Sinds 1979 (toen de CGI-specialist Edwin Catmull werd aangenomen) is ILM ook gespecialiseerd in computer-gegenereerde special-effects. De oorspronkelijke CGI-divisie werd in 1986 verkocht aan Steve Jobs, die er het bedrijf Pixar samen met George Lucas hielp opstarten. Ook Catmull ging aan het werk bij Jobs.
In totaal heeft ILM al 14 Oscars ontvangen voor beste visuele effecten. Het bedrijf won in totaal 22 technische Oscars. ILM staat bekend om zijn baanbrekende CGI-effecten, waaronder die van The Abyss uit 1989, waarin voor het eerst een computergeanimeerd personage in 3D te zien was. Ook baanbrekend waren de CGI-effecten van Terminator 2 en de dinosauriërs in Jurassic Park. Voor beide films ontving ILM Oscars. Naast groots opgezette actiefilms met grote actiescènes verzorgde ILM ook de subtiele CGI-effecten voor Forrest Gump, waarbij het hoofdpersonage Forrest overleden Amerikaanse presidenten kon ontmoeten en zelfs een hand kon geven.

## Producties
ILM werkte mee aan onder andere de volgende producties:
- THX 1138 (1971)
- Star Wars: Episode IV: A New Hope (1977)
- Star Wars: Episode V: The Empire Strikes Back (1980)
- Raiders of the Lost Ark (1981)
- E.T. the Extra-Terrestrial (1982)
- Star Wars: Episode VI: Return of the Jedi (1983)
- Indiana Jones and the Temple of Doom (1984)
- Indiana Jones and the Last Crusade (1989)
- The Abyss (1989)
- Hook (1991)
- Terminator 2: Judgment Day (1991)
- Schindler's List (1993)
- Jurassic Park (1993)
- The Mask (1994)
- Forrest Gump (1994)
- Eraser (1996)
- Mission: Impossible (1996)
- Dragonheart
- Men in Black (1997)
- Star Wars: Episode I: The Phantom Menace (1999)
- The Perfect Storm (2000)
- Pearl Harbor (2001)
- Star Wars: Episode II: Attack of the Clones (2002)
- Master and Commander: The Far Side of the World (2003)
- Hulk (2003)
- Pirates of the Caribbean: The Curse of the Black Pearl (2003)
- War of the Worlds (2005)
- Star Wars: Episode III: Revenge of the Sith (2005)
- Harry Potter and the Goblet of Fire (2005)
- The Chronicles of Narnia: The Lion, the Witch and the Wardrobe (2005)
- Poseidon (2006)
- Lady in the Water (2006)
- Pirates of the Caribbean: Dead Man's Chest (2006)
- Pirates of the Caribbean: At World's End (2007)
- Transformers (2007)
- Evan Almighty (2007)
- Iron Man (2008)
- Indiana Jones and the Kingdom of the Crystal Skull (2008)
- Transformers: Revenge of the Fallen (2009)
- Surrogates (2009)
- Avatar (2009)
- The Last Airbender (2010)
- Iron Man 2 (2010)
- Rango (2011)
- Interstellar (2014)
- The Creator (2023)

## Trivia
- Adam Savage en Jamie Hyneman hebben bij het bedrijf gewerkt en hebben daarna het programma Mythbusters gepresenteerd.
- Door Disney+ is er in 2022 een 6-delige dramaserie over ILM gemaakt, genaamd "Light & Magic". Dat gaat over hoe ILM steeds beter werd in het maken van speciale effecten.